# Francesca Fagnani
Francesca Fagnani (Roma, 25 novembre 1976) è una giornalista, scrittrice e conduttrice televisiva italiana.

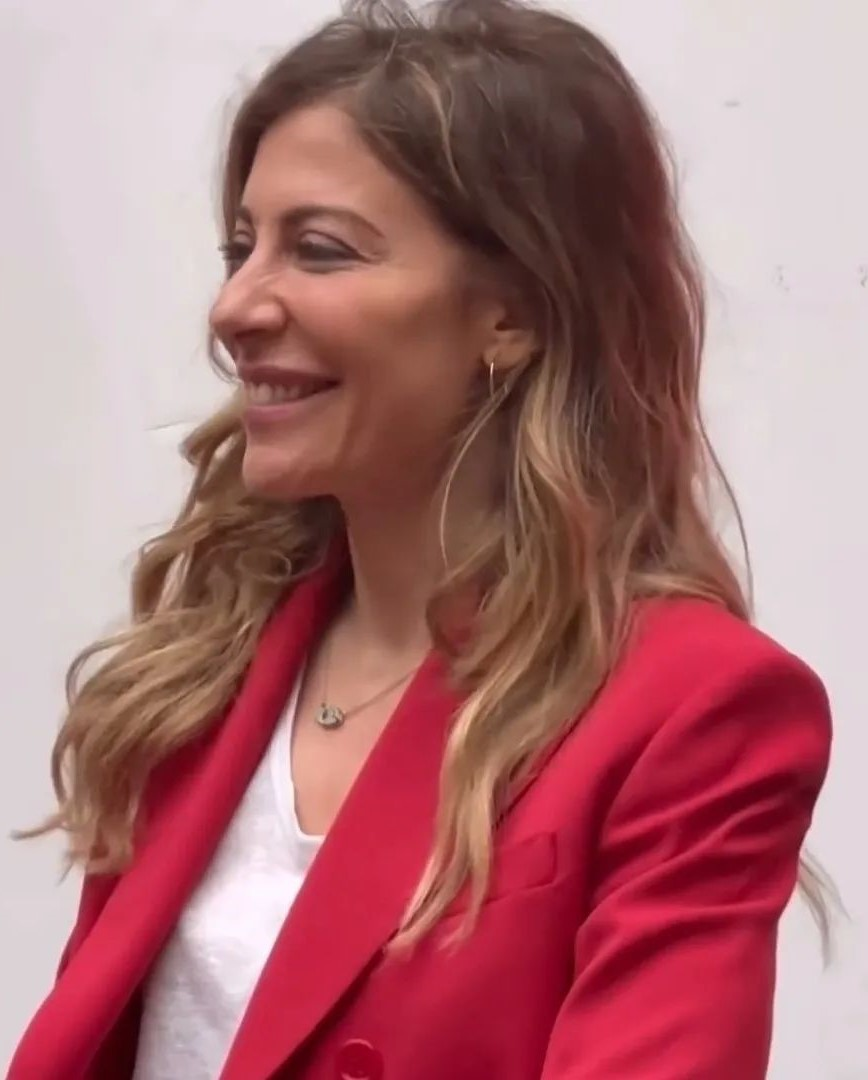
Francesca Fagnani nel 2023

Divenuta nota al grande pubblico per la conduzione della trasmissione Belve, nel corso della sua carriera si è occupata di giornalismo d'inchiesta riguardo alla mafia italiana, alla criminalità organizzata e alle carceri minorili sia su testate giornalistiche, tra le quali il Fatto Quotidiano e la Repubblica, che trasmissioni televisive quali Annozero, Quarta Repubblica e Non è l'Arena.

## Biografia
Nata e cresciuta a Roma, dopo la maturità classica si laurea a "La Sapienza" in lettere. In seguito, consegue anche un dottorato di ricerca in filologia dantesca, usufruendo di un anno di scambio all'Università di New York nel 2001. Proprio in quel periodo è testimone diretta degli attentati dell'11 settembre al World Trade Center. L'esperienza vissuta la porta ad interessarsi di cronaca, sostiene quindi uno stage presso gli archivi di Rai Internazionale nella sede distaccata di New York, parallelamente agli studi.
Tornata a Roma, lavora al fianco di Giovanni Minoli ed esordisce come giornalista d'inchiesta nel 2006, nel programma televisivo Annozero di Michele Santoro, con cui realizza il documentario-inchiesta Giallo Vaticano, e ricopre il ruolo di inviata sino al 2010. Dal 2013 al 2019 è parte dei gruppi editoriali il Fatto Quotidiano e la Repubblica, affrontando articoli principalmente legati alla criminalità organizzata.
Nel 2018 conduce Il prezzo, programma di tre puntate incentrato sulle organizzazioni criminali di stampo mafioso, ponendo al centro delle proprie analisi giovani detenuti nelle carceri minorili. Dal 2018 è conduttrice e autrice del programma televisivo Belve, prima sul Nove (2018-2019) ed in seguito su Rai 2 (dal 2021). Dal 2019 è opinionista ricorrente a Quarta Repubblica su Rete 4 e Non è l'Arena su LA7, soprattutto sul tema della malavita di Roma. Nel 2020 scrive nella testata online Fanpage.it.
Il 30 novembre 2021 conduce una puntata de Le Iene con Nicola Savino. Nel 2022 sostituisce per un breve periodo Geppi Cucciari alla trasmissione radiofonica Un giorno da pecora su Radiouno. L'8 febbraio 2023 è co-conduttrice della seconda serata del Festival di Sanremo. Il 24 giugno dello stesso anno conduce su Rai 1 il concerto benefico Italia Loves Romagna.
Nel 2023 riceve alla Camera dei deputati il Premio America della Fondazione Italia USA e il Premio Ischia internazionale di giornalismo per la televisione.
Il 30 aprile 2024 pubblica il libro-inchiesta Mala. Roma Criminale riguardante la criminalità organizzata romana per SEM; successivamente la casa di produzione cinematografica Fremantle ne acquisisce i diritti per realizzare un film e una serie TV con i soggetti firmati da Leonardo Fasoli e dalla stessa Fagnani.
Nel giugno 2025 debutta alla conduzione dello spin-off Belve Crime con interviste a protagonisti di fatti di cronaca quali Massimo Bossetti, Eva Mikula, Tamara Ianni e Mario Maccione.

## Vita privata
Dal 2013 è legata sentimentalmente al giornalista Enrico Mentana.

## Televisione
- Annozero (Rai 2, 2006–2010) inviata
- Belve (Nove, 2018–2019; Rai 2, dal 2021)
  - Belve Crime (Rai 2, dal 2025)
- Il prezzo (Rai 3, 2018)
- Quarta Repubblica (Rete 4, 2019–2020) opinionista
- Non è l'Arena (LA7, 2019–2023) opinionista
- La vita in diretta (Rai 1, dal 2020) opinionista
- Seconda linea (Rai 2, 2020)
- Le iene (Italia 1, 2021)
- Festival di Sanremo (Rai 1, 2023)[25]
- Italia Loves Romagna - Il concerto (Rai 1, 2023)
- Cena di Natale (Rai 1, 2024) inviata

## Radio
- Un giorno da pecora (Rai Radio 1, 2022)

## Opere
- Mala. Roma Criminale, SEM, 2024, ISBN 9788893906142.

## Filantropia
Nel corso della carriera Fagnani si è espressa in merito alla difesa della libertà di stampa in Italia. Fagnani ha inoltre partecipato a iniziative legate alla violenza di genere, in particolar modo riguardo alla violenza sulle donne, sul divario retributivo di genere e le pari opportunità. Fagnani si è inoltre espressa riguardo alle carceri minorili, al servizio sociale penitenziario e alla reintroduzione dei pentiti nella società.

## Riconoscimenti
- 2023 – Premio Giornalistico Matilde Serao[33]
- 2023 – Premio Ischia internazionale di giornalismo per la televisione[34]
- 2023 – Marateale: Premio internazionale Basilicata – Giornalista televisiva dell’anno[35]
- 2023 – Premio America[36]
- 2024 – Premio Giornalistico Antonio Batani[37]
- 2024 – Premio Mario Sarzanini[38]